# A fegyvertelen katona
A fegyvertelen katona (eredeti cím: Hacksaw Ridge) 2016-ban bemutatott amerikai háborús dráma, melyet Mel Gibson rendezett és Gregory Crossby írt. A játékfilm Desmond Doss, a hetednapi adventista háborús hős életét dolgozza fel. A főszereplők Andrew Garfield, Vince Vaughn, Sam Worthington, Luke Bracey, Hugo Weaving és Teresa Palmer.
Az Amerikai Egyesült Államokban 2016. november 4-én mutatták be, Magyarországon 2016. december 29-én.

## Cselekménye
Desmond Doss szerény körülmények között cseperedett érett férfivá egy olyan családban, amelyben az első világháborús veterán apa – 18–19 éves barátainak a fronton történt halála miatt érzett állandó lelki fájdalma csillapítására – folyamatosan részeg volt, a vallásos anya pedig ezt a lehetőségekhez képest megértően tűrte.
A film egyik jelenetében fény derül arra, hogy Desmond a fiús, vad vetélkedések közepette – apjuk fegyelmező beavatkozása hiányában –, testvérét egy elfajult verekedés közben majdnem agyonüti egy téglával. Ez olyan mély benyomást tesz rá, hogy hitében megerősíti, és elkötelezi magát mások segítése mellett (így a templomi közösségben is sokat dolgozik). Még egy, a film fő kulcsát adó, meghatározó emléke elevenedik fel később: a részeg apa több ízben tettlegesen is bántalmazta anyjukat, és a serdülő Desmond egy éjszakai ilyen alkalommal pisztolyt fogott apjára. Ekkor határozta el végleg, hogy többé nem vesz fegyvert a kezébe.
Desmond Doss egy utcai tragédiában lélekjelenlétét megőrizve megmenti egy fiatal fiú életét szakszerűen elszorítva az átütött fő verőeret a combján. Ekkor kelti fel figyelmét a véradó részlegben dolgozó, fiatal ápolónő. Kölcsönös szimpátia, majd szerelem születik közöttük, s bár az út a kórházig több kilométer, Desmond örömmel teszi meg az erdőn keresztül „rövidítve” ezt a távot. A kapcsolatuk jól alakul, Desmond az ápolónő segítségével könyvekből képezi magát a baleseti sérülések ellátására. A sorozási felhívásra eldönti, hogy a haza szolgálatába áll, ezért a katonának besorozott öccse után ő is bevonul a seregbe, terve szerint szanitéci szolgálatra. A barátnőjével bevonulása előtt eljegyzik egymást.
A seregben a kemény kiképzést Desmond sikeresen teljesíti, de a fegyveres gyakorlatokat határozottan visszautasítja. Ezt felettesei nem tűrik, őt is (nem engedik haza az esküvőjére), de egységének tagjait is büntetik miatta, így erősítve az ellene megnyilvánuló ellenszenvet. Még ezt is eltűri, és az ellene elkövetett atrocitások tetteseit nem árulja be, pedig bántalmazzák, amikor alkalom adódik.
Végül döntés elé kényszerítik: vagy önként kilép a hadseregből, vagy haditörvényszék elé állítják parancsmegtagadás miatt. Börtönben várja, a menyasszonyától kapott Bibliát olvasva a haditörvényszék tárgyalását. Menyasszonya feltétlenül bízva benne, meglátogatja, s fény derül a várható törvényszéki tárgyalás tényére. Telefonon értesíti Desmond apját, aki felölti „nagy háborús” egyenruháját és régi parancsnokához folyamodik (aki jól ismeri háborús érdemeit). A lelkiismereti okokból megtagadott fegyverhasználatra vonatkozó törvényre hivatkozva a már magas rangú katonatiszttől pártoló levelet kap. A hadbíró felolvassa a levelet, és kimondja, hogy felcseri szolgálatra kell kiképezni Dosst, s nem kötelezhető fegyverfogásra.
Az Okinavai csata egyik legnehezebb terepére, a Hacksaw-gerincnek nevezett fennsík bevételére (a második világháború egyik legtöbb áldozatot követelő ütközetsorozatába) irányítják zászlóalját. A csaknem teljesen elpusztított egységet visszavonulásra kényszeríti egy öngyilkos japán támadás, de a fennsíkról elmenekült életben maradottakat Desmond nem követi, hanem a tűz alatt tartott fennsíkon, japán kivégző portyák veszélyében a sebesültek segítségére siet. A védelembe húzódott amerikai csapat kórházsátrába folyamatosan érkeznek a már halottnak hitt bajtársak, s mindenki Dosst említi, mint megmentőjét. Doss eközben egész éjszaka felvérzett tenyérrel, erejének végső megfeszítésével menti a sebesülteket (köztük japánokat is). Reggel a hegy lábához érkező parancsnoka és társai csodálattal és megilletődve engedik át sorfaluk között a kocsihoz a végleg kimerült felcsert, aki sértetlen maradt. Mindnyájan Isten segítségét látják ebben.
A végső ütközet napját a Doss számára szent napra, szombatra tűzték ki, de a hozzá folyamodó parancsnok kívánságára, aki revideálja korábbi véleményét, és bocsánatot kér Desmondtól – miután bajtársai nélküle nem hajlandók a harcba indulni –, kivételt tesz, és másnap velük megy. A telefonon kapott parancs ellenére a század türelmesen megvárja Doss segítségkérő imáját a meredek sziklafal megmászása előtt. A szanitéc hősiessége és erős hite bátorítást ad, s a végső roham a bunkerekbe rejtőzött japán katonák ellen sikerre vezet, parancsnokuk harakirit követ el. Egy magát megadónak álcázó, fehér zászlós, öngyilkos japán csoport társaira dobott gránátját gondolkodás nélkül visszarúgva, Doss súlyosan megsérül.
Társai függesztett hordágyon (a harctéren megkeresett Bibliáját a mellkasára téve) tisztelettel bocsátják le a fennsíkról.
A film végén megismerkedünk az igazi Desmond Doss-szal, aki fegyvertelen katonaként első volt a legmagasabb háborús kitüntetés, a Kongresszusi Becsület Érdemrend elnyerői között.

## Szereplők
| Szereplő               | Színész          | Magyar hang          |
| ---------------------- | ---------------- | -------------------- |
| Desmond Doss           | Andrew Garfield  | Molnár Levente       |
| Jack Glover százados   | Sam Worthington  | Széles Tamás         |
| Howell őrmester        | Vince Vaughn     | Szabó Sipos Barnabás |
| Dorothy Schutte        | Teresa Palmer    | Németh Borbála       |
| Smitty Ryker           | Luke Bracey      | Hevér Gábor          |
| Tom Doss               | Hugo Weaving     | Rátóti Zoltán        |
| Stelzer ezredes        | Richard Roxburgh | Epres Attila         |
| Manville hadnagy       | Ryan Corr        | Dolmány Attila       |
| Randall "Bölcs" Fuller | Richard Pyros    | Csőre Gábor          |
| Bertha Doss            | Rachel Griffiths | Györgyi Anna         |
| Vito Rinnelli          | Firass Dirani    | Czető Roland         |
| Milt "Hollywood" Zane  | Luke Pegler      | Stohl András         |
| Grease Nolan           | Ben Mingay       | Kisfalusi Lehel      |

## Díjak és jelölések
Oscar-díj (2017)
- díj: legjobb vágás – John Gilbert
- díj: legjobb hang – Kevin O'Connell, Andy Wright, Robert MacKenzie, Peter Grace
- jelölés: legjobb film – David Permut, Bill Mechanic
- jelölés: legjobb színész – Andrew Garfield
- jelölés: legjobb hangeffektus vágás – Robert MacKenzie, Andy Wright
- jelölés: legjobb rendező – Mel Gibson

Golden Globe-díj (2017)
- jelölés: legjobb dráma
- jelölés: legjobb drámai színész – Andrew Garfield
- jelölés: legjobb rendező -Mel Gibson